# 99-й меридіан західної довготи
99-й меридіан західної довготи — лінія довготи, що лежить на 99 градусів західніше Гринвіцького меридіана. Вона проходить від Північного полюса через Північний Льодовитий океан, Північну Америку, Тихий океан, Південний океан та Антарктиду до Південного полюса.
99-й меридіан західної довготи формує велике коло разом із 81-шим меридіаном східної довготи.

## Список географічних об'єктів, що перетинає 99° зх. д.
Починаючи на Північному полюсі та рухаючись до Південного полюса, 99-й меридіан західної довготи проходить через:
| Координати                                                 | Країна, територія або море | Примітки |
| ---------------------------------------------------------- | -------------------------- | --- |
| 90°0′ пн. ш. 99°0′ зх. д. / 90.000° пн. ш. 99.000° зх. д.  | Північний Льодовитий океан | |
| 80°6′ пн. ш. 99°0′ зх. д. / 80.100° пн. ш. 99.000° зх. д.  | Канада                     | Нунавут — проходить через острів Мейген                                                                                      |
| 79°43′ пн. ш. 99°0′ зх. д. / 79.717° пн. ш. 99.000° зх. д. | Протока Пірі[en]           | |
| 78°49′ пн. ш. 99°0′ зх. д. / 78.817° пн. ш. 99.000° зх. д. | Протока Хассель[en]        | |
| 78°5′ пн. ш. 99°0′ зх. д. / 78.083° пн. ш. 99.000° зх. д.  | Канада                     | Нунавут — проходить через острів Еллеф-Рінгнес                                                                               |
| 77°53′ пн. ш. 99°0′ зх. д. / 77.883° пн. ш. 99.000° зх. д. | Північний Льодовитий океан | |
| 76°40′ пн. ш. 99°0′ зх. д. / 76.667° пн. ш. 99.000° зх. д. | Канада                     | Нунавут — проходить через острови Рікардс і Батерст                                                                          |
| 75°0′ пн. ш. 99°0′ зх. д. / 75.000° пн. ш. 99.000° зх. д.  | Протока Паррі              | Проходить західніше острова Янг[en], Нунавут, Канада Проходить східніше острова Гамільтон[en], Нунавут, Канада               |
| 73°59′ пн. ш. 99°0′ зх. д. / 73.983° пн. ш. 99.000° зх. д. | Канада                     | Нунавут — проходить через острови Рассел, Мечам і Принца Уельського                                                          |
| 71°24′ пн. ш. 99°0′ зх. д. / 71.400° пн. ш. 99.000° зх. д. | Протока Ларсен[en]         | |
| 69°58′ пн. ш. 99°0′ зх. д. / 69.967° пн. ш. 99.000° зх. д. | Протока Вікторія           | |
| 69°9′ пн. ш. 99°0′ зх. д. / 69.150° пн. ш. 99.000° зх. д.  | Канада                     | Нунавут — проходить через острів Короля Вільяма                                                                              |
| 68°56′ пн. ш. 99°0′ зх. д. / 68.933° пн. ш. 99.000° зх. д. | Затока Королеви Мод        | |
| 68°4′ пн. ш. 99°0′ зх. д. / 68.067° пн. ш. 99.000° зх. д.  | Канада                     | Нунавут — проходить через острів О'Рейлі[en]                                                                                 |
| 68°1′ пн. ш. 99°0′ зх. д. / 68.017° пн. ш. 99.000° зх. д.  | Затока Королеви Мод        | |
| 67°43′ пн. ш. 99°0′ зх. д. / 67.717° пн. ш. 99.000° зх. д. | Канада                     | Нунавут Манітоба — проходить через озеро Вінніпег                                                                            |
| 49°0′ пн. ш. 99°0′ зх. д. / 49.000° пн. ш. 99.000° зх. д.  | США                        | Північна Дакота Південна Дакота Небраска Канзас Оклахома Техас                                                               |
| 26°23′ пн. ш. 99°0′ зх. д. / 26.383° пн. ш. 99.000° зх. д. | Мексика                    | Тамауліпас Нуево-Леон Тамауліпас Сан-Луїс-Потосі Ідальго Мехіко Ідальго Мехіко Проходить через Мехіко Морелос Пуебла Герреро |
| 16°35′ пн. ш. 99°0′ зх. д. / 16.583° пн. ш. 99.000° зх. д. | Тихий океан                | |
| 60°0′ пд. ш. 99°0′ зх. д. / 60.000° пд. ш. 99.000° зх. д.  | Південний океан            | |
| 71°40′ пд. ш. 99°0′ зх. д. / 71.667° пд. ш. 99.000° зх. д. | Антарктида                 | Проходить через Землю Мері Берд, на яку жодна країна не претендує                                                            |